# Patrick Schiffer

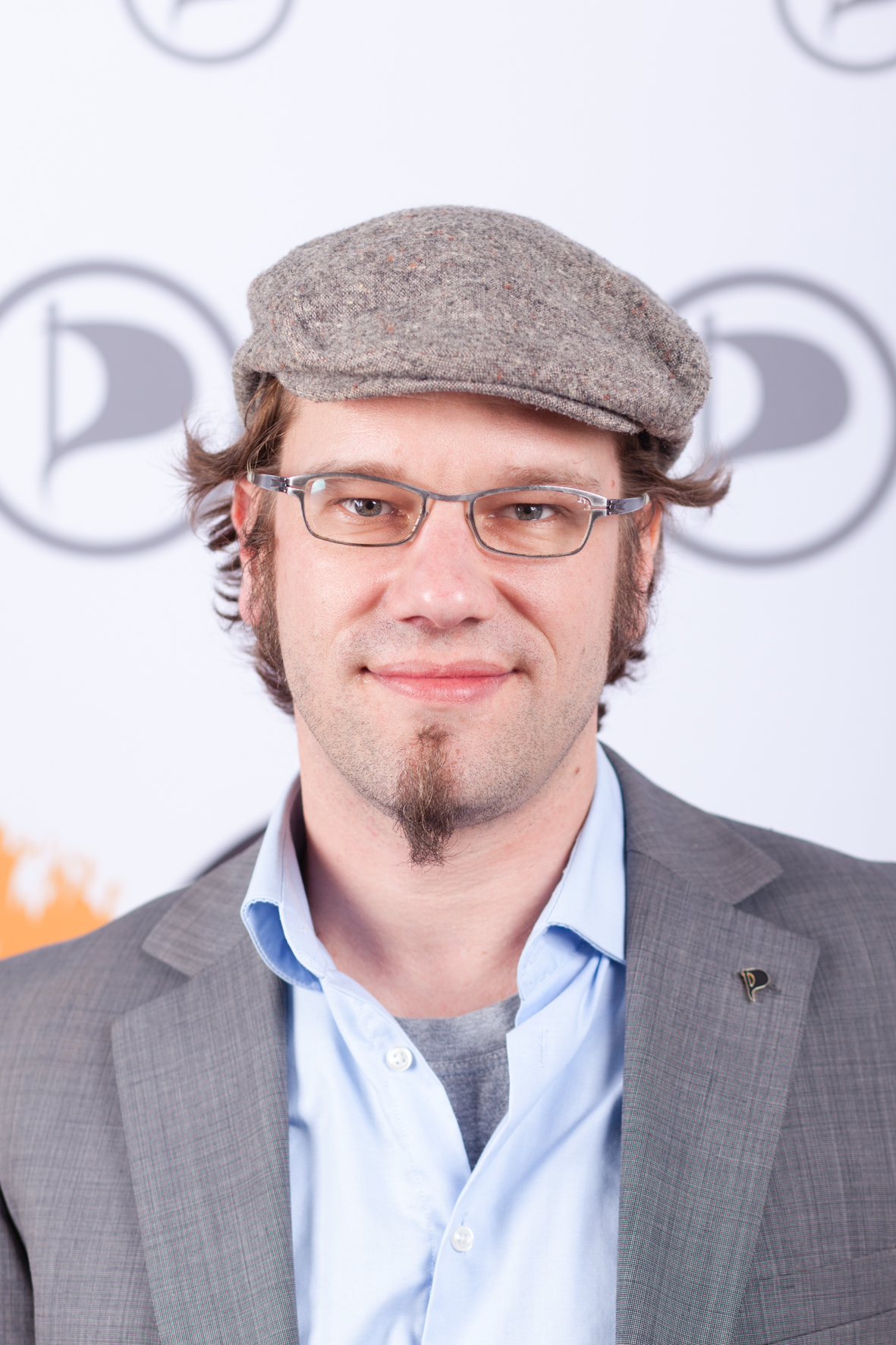
Patrick Schiffer (2013)

Patrick Marie Roger Schiffer (* 29. Januar 1973 in Eupen, Belgien) ist ein deutscher Politiker. Er war von 2013 bis 2016 Vorsitzender der Piratenpartei Nordrhein-Westfalen sowie von August 2016 bis Oktober 2017 Vorsitzender der Piratenpartei Deutschland. Anfang 2018 wechselte er zu Bündnis 90/Die Grünen.

## Leben

### Ausbildung und Beruf
Schiffer verbrachte fünf Jahre seiner Kindheit in Alexandria, Ägypten. 1992 machte er am Anne-Frank-Gymnasium in Aachen sein Abitur. Nach dem Zivildienst studierte er Bauingenieurwesen an der RWTH Aachen. Nach dem Vordiplom in Bauingenieurwesen ging er in die Niederlande und studierte an der Academie Beeldende Kunsten in Maastricht Screendesign mit den Schwerpunkten Webdesign, Video und Typografie. Schiffer arbeitet als Designer und ist für eine Digitalagentur in Düsseldorf tätig.

### Politische Karriere
Schiffer war früher in der Grünen Jugend aktiv und stand der Sozialistischen Alternative nahe. Im März 2012 trat er in die Piratenpartei ein.
Am 27. April 2013 wurde er auf dem Landesparteitag in Bottrop zum Landesvorsitzenden der Piratenpartei Nordrhein-Westfalen gewählt. Schiffer setzte sich hierbei gegen vier Mitbewerber, unter anderem Michele Marsching, der nur zwei Stimmen weniger als Schiffer erhielt, durch. Für die Bundestagswahl 2013 kandidierte er außerdem im Wahlkreis 107 – Düsseldorf II als Direktkandidat sowie als Listenkandidat auf Platz 13 der Landesliste. Auf dem Landesparteitag in Kleve wurde er am 30. August 2014 als Vorsitzender wiedergewählt und war damit der erste Vorsitzende im Landesverband Nordrhein-Westfalen der Piratenpartei, der länger als eine Amtszeit im Amt blieb.
Am 5. Juli 2015 wurde er in Warschau zum Vize-Vorsitzenden der Pirate Parties International (PPI) gewählt.
Am 27. August 2016 wurde Schiffer beim Bundesparteitag in Wolfenbüttel zum Bundesvorsitzenden der Piratenpartei Deutschland gewählt. Von seinem Amt als nordrhein-westfälischer Landesvorsitzender trat er gleichzeitig zurück.
Schiffer kandidierte für ein Direktmandat bei der nordrhein-westfälischen Landtagswahl 2017 im Wahlkreis Düsseldorf II. Er kandidierte nicht über die Landesliste. Bei der Bundestagswahl 2017 kandidierte er auf der NRW-Landesliste auf Platz 1, verzichtete jedoch auf dem Bundesparteitag in Regensburg am 21. und 22. Oktober auf eine erneute Kandidatur bei der Wahl zum Bundesvorsitzenden. Ende 2017 trat er aus der Piratenpartei aus und kurz danach bei Bündnis 90/Die Grünen ein.
Am 16. Juni 2018 gab der Landesparteitag der NRW Grünen Schiffer ein Votum für die Listenplätze ab 20 bei Europawahllistenaufstellung auf dem kommenden Bundesparteitag der Grünen. Er bekam 52,74 % der Stimmen. Auf der Liste der Grünen zur Europawahl in Deutschland 2019 hat Schiffer aber schlussendlich nicht kandidiert.
Am 19. November 2019 wurde Schiffer einstimmig zum Sprecher der Stadtteilgruppe Flingern/Düsseltal von Bündnis 90/Die Grünen Düsseldorf gewählt. Ab 2020 war er Bezirksbürgermeister im Düsseldorfer Stadtbezirk 2. Am 21. Dezember 2021 trat er aus privaten Gründen von diesem Amt sowie seiner Rolle als Wahlkampfmanager beim Kreisverband seiner Partei zurück. Zugleich legte Schiffer den Vorsitz im Verein „Flüchtlinge Willkommen in Düsseldorf“ nieder.

## Persönliches
Schiffer ist Vater einer Tochter und lebt in Düsseldorf-Flingern. Das Model Claudia Schiffer ist seine Cousine.